# Canton de Bezons
Le canton de Bezons est une ancienne division administrative française, située dans le département du Val-d'Oise et la région Île-de-France.

## Composition
Le canton de Bezons était composé de la seule commune de Bezons.

## Histoire
Le canton s'appelait auparavant Argenteuil-Sud. Il  a été créé par le décret du 28 janvier 1964, au moment de la suppression de l'ancien canton d'Argenteuil, au sein du département de Seine-et-Oise.
En 1967, il appartenait au département du Val-d'Oise. Il disparait en 2015.

## Représentation
| Période     | Identité                       | Parti | Qualité                                                                                       |
| ----------- | ------------------------------ | ----- | --------------------------------------------------------------------------------------------- |
| 1964 - 1976 | Albert Bettencourt (1908-1995) | PCF   | Tourneur Maire de Bezons (1961-1979)                                                          |
| 1976 - 1982 | Guy Baude                      | PCF   | Employé municipal                                                                             |
| 1982 - 2001 | Jacques Leser (1936-2012)      | PCF   | Instituteur Maire de Bezons (1979-2001) Suppléant du député Robert Hue (1997-2002)            |
| 2001 - 2008 | Bernard Calabuig               | PCF   | Ouvrier maçon puis employé SNCF Conseiller municipal de Garges-lès-Gonesse puis de Bezons     |
| 2008 - 2015 | Dominique Lesparre             | PCF   | Ancien chaudronnier Maire de Bezons (2001-2020) Vice-Président du Conseil Général (2008-2011) |

## Démographie
| 1990   | 1999   | 2006   | 2011   | 2012   |
| ------ | ------ | ------ | ------ | ------ |
| 25 680 | 26 263 | 27 652 | 28 330 | 28 172 |